# Dussia cuscatlanica
Dussia cuscatlanica är en ärtväxtart som först beskrevs av Paul Carpenter Standley, och fick sitt nu gällande namn av Paul Carpenter Standley och Julian Alfred Steyermark. Dussia cuscatlanica ingår i släktet Dussia och familjen ärtväxter. Inga underarter finns listade i Catalogue of Life.